# Édouard Vuillard

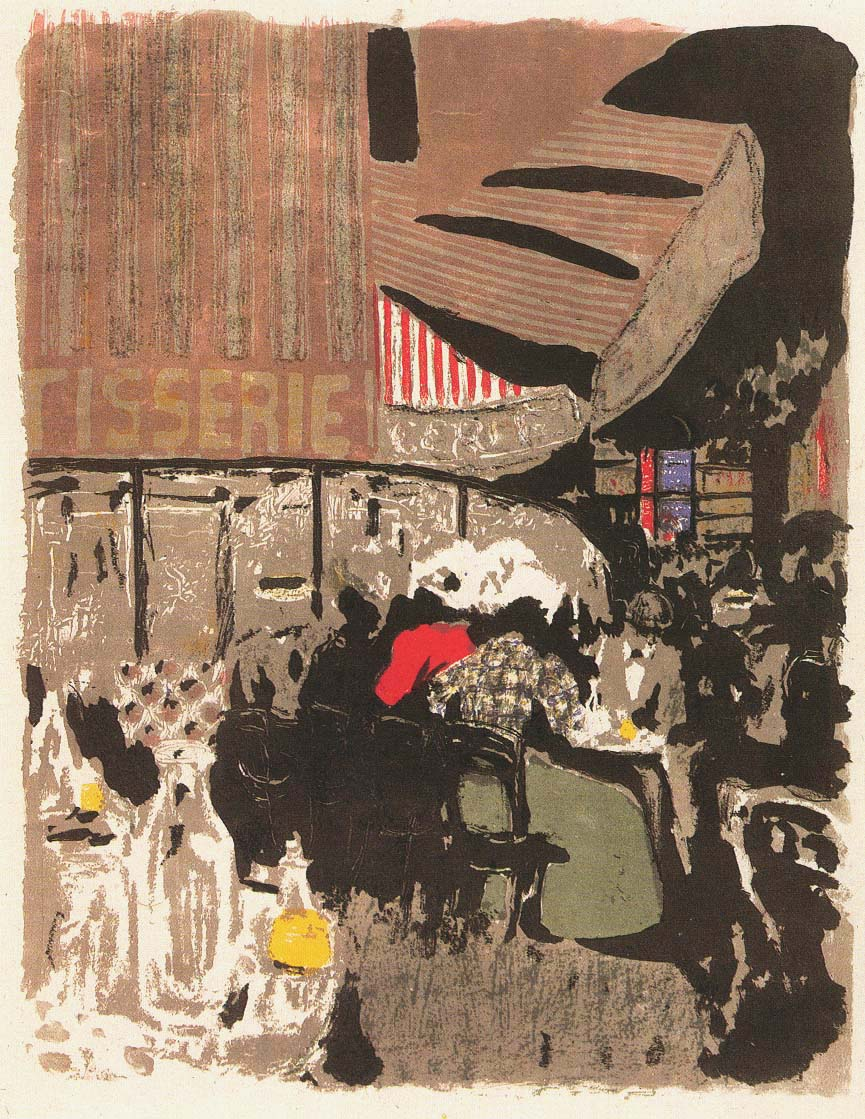
La Patisserie 1899.

Jean-Édouard Vuillard, född 11 november 1868 i Cuiseaux, död 21 juni 1940 i La Baule, var en fransk målare och grafiker.

## Biografi
Jean-Édouard Vuillard var son till en pensionerad kapten och växte upp i Cuiseaux (Saône-et-Loire); 1878 flyttade familjen till Paris. Efter faderns död 1884 fick Vuillard ett stipendium för att fortsätta sina studier. På Lycée Condorcet mötte Vuillard Ker-Xavier Roussel (även han blivande målare samt Vuillards blivande svåger), Maurice Denis, musikern Pierre Hermant, författaren Pierre Veber och Lugné-Poë. På Roussels inrådan vägrade han militärtjänstgöring och började på École des Beaux-Arts, där han träffade Pierre Bonnard. 
År 1885 började Vuillard studera tillsammans med Roussel under målaren Diogène Maillart där Roussel och Vuillard fick grundläggande konstnärliga kunskaper.

## Les Nabis
År 1888 gick Vuillard med i Les Nabis och bidrog i deras utställningar på galleriet Le Barc de Boutteville. Senare delade han ateljé med andra medlemmar i nabisgruppen som Pierre Bonnard och Maurice Denis. Under början av 1890-talet arbetade han under Lugné-Poë för Théâtre de l'Œuvre där han designade scenografi och trycksaker. 
Tillsammans med andra i Les Nabis, i synnerhet Bonnard utvecklade de en konst som kombinerade symbolism och impressionism. Hans verk kännetecknas ofta av dekorativa ytor och influenser från japanska träsnitt, speciellt när det gäller perspektivet. 

Vid arbetsbordet 1905, Thielska Galleriet